# Phare de Hornbjarg
Le phare de Hornbjarg (en islandais : Hornbjargsviti ) est un phare situé au nord de l'Islande, à 17,5 km au sud du cercle polaire arctique dans la région des Vestfirðir. Il tient son nom du Hornbjarg, une imposante falaise située quelques kilomètres plus au nord.